# Christian Erickson
Christian Erickson é um ator americano radicado em Paris, França.
É conhecido pelo papel como General Kormarov no filme Hitman, e como o apresentador de TV Lance Boyle, na série MegaRace.

## Trabalhos

### Filmografia
| - Fun with Dick and Jane (1977) - My Friend Washington (1984) - Le 4ème pouvoir (1985) - À notre regrettable époux (1988) - Dangerous Liaisons (1988) - Aventure de Catherine C. (1990) - Near Mrs. (1992) - The Man in the Iron Mask (1998) - The Messenger: The Story of Joan of Arc (1999) - Kennedy et moi (1999) - Les ombres (2003) | - Le divorce (2003) - The Statement (2003) - Touristes? Oh yes! (2004) - Twice Upon a Time (2006) - Arthur and the Invisibles (2006) - Hitman (2007) - Ca$h (2008) - 8th Wonderland (2008) - Eight Times Up (2009) - La rafle (2010) - Les aventures extraordinaires d'Adèle Blanc-Sec (2010) |

### Participação em jogos eletrônicos
| - MegaRace (1993) - Relentless: Twinsen's Adventure (1994) - MegaRace 2 (1996) - Atlantis: The Lost Tales (1997) - Dark Earth (1997) - Omikron: The Nomad Soul (1999) - AmerZone: The Explorer's Legacy (1999) - Outcast (1999) - Rayman 2 (1999) - The Devil Inside (2000) (VG) | - Alone in the Dark: The New Nightmare (2001) - MegaRace 3 (2001) - Platoon (2002) - XIII (2003) - Syberia II (2004) - Indigo Prophecy (2005) - Paradise (2006) - Dark Messiah of Might and Magic (2006) - Heavy Rain (2010) |

### Televisão
| - Mistral's Daughter (1984) - Madame et ses flics (1 episode, 1985) - Crossbow (1 episode, 1987) - Renseignements généraux (1 episode, 1991) | - Counterstrike (1 episode, 1992) - Fall from Grace (1994) - Highlander (1 episode, 1998) - Lost Souls (1998) |